# Фицджеральд, Морис, 4-й граф Килдэр
Морис Фицджеральд (англ. Maurice FitzGerald, 4th Earl of Kildare, 1318 — 25 августа 1390) — ирландский аристократ и военный деятель, 4-й граф Килдэр (1329—1390), пэр Ирландии, лорд-юстициарий Ирландии.

## Биография
Третий (младший) сын Томаса Фицджеральда, 2-го графа Килдэра, и его жены Джоан де Бург (ум. 1359), дочери Ричарда де Бурга, 2-го графа Ольстера.
В июле 1329 года после смерти своего старшего 12-летнего брата, Ричарда Фицджеральда (1317—1329), 3-го графа Килдэра (1328—1329), Морис унаследовал титул графа Килдэра и владения графов Килдэр.
В 1339 году Морис Фицджеральд подавил восстание ирландского клана О’Демпси в Лейнстере. В ноябре 1346 года вместе с лордом-юстициарием Ирландии Уолтером де Бирмингемом он заставил клан О’Мор выдать заложников как гарантии их «хорошего поведения» — не восставать против власти короля Англии и не нападать на английскую колонию в Ирландии. 26 января 1347 года его вызвали во дворец Элтем на службу королю Англии Эдуарду III. Морис Фицджеральд принимал участие в Столетней войне с Францией, в мае он командовал отрядом при осаде Кале, был посвящен в рыцари королем Англии.
В Ирландии в графстве Килдэр вспыхнуло очередное восстание. Морис Фицджеральд был отправлен в Ирландию для подавления восстания 14 сентября 1358 года. На подвластных ему землях он набирал армию для подавления восстания.
30 марта 1360 года он получил должность лорда-юстициария Ирландии с жалованием в размере 500 фунтов стерлингов серебром ежегодно. Эту должность он получил во второй раз 22 марта 1371 года и в третий раз — 16 февраля 1375 года. Он занимал должность юстициария до назначения сэра Уильяма Виндзора.
В 1364 году Морис Фицджеральд возглавил делегацию ирландских баронов, которая пожаловалась королю Англии Эдуарду III Плантагенету на действия правительства Ирландии, на коррупцию отдельных должностных лиц, в частности, на своевольные действия лорда-канцлера Ирландии Томаса де Берли.
В 1378 году по просьбе нового короля Англии Ричарда II Морис Фицджеральд сопровождал лорда-юстициария Ирландии Джеймса Батлера, 2-го графа Ормонда, который встречался с делегацией ирландского клана О’Морхо в Sliabh Mairge. Во время проведения этой акции он подвергся нападению ирландцев и потерял своих людей. За это Морис просил компенсацию у короля Англии и получил из ирландской казны 10 фунтов стерлингов 21 мая 1378 года.
Морис Фицджеральд неоднократно вызывался на заседания парламента Ирландии, в частности, на заседание 22 января 1377 года, которое состоялось в Каслдермате, на заседание 11 сентября 1381 года в Триме и на заседание 29 апреля 1382 года в Дублине.
Морис Фицджеральд поддерживал сэра Филиппа де Куртене (ок. 1355—1406), лорда-юстициария Ирландии, вел борьбу с ирландскими повстанцами в Лейнстере и графстве Мит. На борьбу с восставшими не хватало средств. В награду за это он получил 20 апреля 1386 года имения сэра Уильяма де Лондона в графствах Килдэр и Мит, он получил право был опекуном этих имений на время несовершеннолетия наследника Джона де Лондона. 5 августа 1389 года он получил в собственность поместья Лукан (графство Дублин), Килдроут (ныне — Селбридж) и Килмакредок (графство Килдэр).
29 мая 1390 года Морис Фицджеральд получил приказ арестовать О’Коннора, сына Доу О’Демпси, ирландского лидера восставших, который был объявлен «врагом короля», заключить его в замок Килдэр, а затем переправить в Дублинский замок, для безопасного содержания под стражей.
Морис Фицджеральд скончался в преклонном возрасте в 1390 году и был похоронен в церкви Святой Троицы, сейчас — Церковь Крайст-чёрч в Дублине.

## Брак и дети
Морис Фицджеральд, 4-й граф Килдэр, женился на Элизабет де Бургерш (ок. 1342—1402), 3-й баронессе де Бургерш, единственной дочери Бартоломея де Бургерша, 2-го барона Бургерш (ок. 1329—1369), и Сесиль де Вейланд. У супругов было четверо детей:
- Джеральд Фицджеральд, 5-й граф Килдэр (ум. 1432), преемник отца
- Джон Фицджеральд, де-юре 6-й граф Килдэр (ум. 1434)
  - Томас Фицджеральд, 7-й граф Килдэр (ок. 1421—1477)
- Томас Фицджеральд, верховный шериф графства Лимерик
- Джоан Фицджеральд, жена Тадга на Майнистреха МакКарти Мора (ум. 1428), короля Десмонда (1390—1428).